# Heldentum nach Ladenschluß
Heldentum nach Ladenschluß ist ein vierteiliger deutscher Kinofilm aus dem Jahre 1955, der vorgeblich heitere Soldatengeschichten aus der Endzeit des Zweiten Weltkriegs erzählt. Die vier daran beteiligten Episoden-Regisseure waren Wolfgang Schleif, Wolfgang Becker, Fritz Stapenhorst und Erik Ode. In den Hauptrollen spielen unter anderem Josef Sieber, Charles Regnier und Harald Juhnke. Werner Finck führt durch die Rahmenhandlung. Der Film basiert auf vier Geschichten des gleichnamigen Buchs von John Forster.

## Handlung
Deutschland, im Frühjahr 1945. Der Krieg ist für Deutschland verloren, und die geschlagenen Wehrmachtssoldaten wollen nur noch nach Hause.
Schwäb’sche Eisebahn
Westfront: Im Südwesten Deutschlands sind eine Reihe von Landsern, Vertreter sämtlicher Waffengattungen, durch vorrückende alliierte Truppen in schwerste Bedrängnis geraten. Um nicht in Gefangenschaft zu geraten, hat ein schwäbischer Gefreiter eine geniale Idee: Warum nicht an einer verlassenen Bahnstation eine alte Lokomotive kapern, mit der man sich in Richtung Heimat absetzen kann? Gesagt – getan. Nach vielerlei Zwischenfällen gelingt ihnen unter der Führerschaft von Richard Siewert und seinem Kumpan Willi die Flucht, doch am Ende erweist sich die altersschwache Lok als derart klapprig, dass sie nur noch mithilfe der Notbremse zum Stehen gebracht werden kann.
Der Zauberer Maro
Ostfront: Auf dem Rückzug vor der Sowjetarmee haben sich die drei deutschen Soldaten Maro, Gluckert und Fink in einem verlassenen Schloss einquartiert. Hier werden sie von drei Rotarmisten aufgestöbert. Um nicht sofort erschossen zu werden, will der Hobbyzauberer unter ihnen, Maro, mit den Russen eine Art Verbrüderungsfest veranstalten, bei dem reichlich Alkohol fließt. Im Rausch ziehen sich die Russen spaßeshalber Wehrmachtsuniformen an. Die Trunkenheit führt zu einer allgemeinen Schläfrigkeit. Plötzlich tauchen weitere Sowjetsoldaten auf, und wieder ist es Maro, der dem Gegner ein Schnippchen schlagen kann. Er liefert den neu hinzugekommenen Russen die eigenen Leute als feindliche Soldaten aus und erkauft damit für sich, Guckert und Fink die Freiheit. 
Romeo und Julia auf dem Tandem
Westfront: Die beiden Landser Anton Hirsemenzel und Julius Dingelmann sind in französische Gefangenschaft geraten und müssen auf einem Bauernhof Frondienste leisten. Beide zieht es aber zurück in die Heimat und planen daher ihre Flucht. Sie verkleiden sich als Liebespaar – dafür muss einer von ihnen Frauenkleider anziehen – und setzen sich auf einem Tandem in Richtung deutscher Grenze ab. Auf ihrer skurrilen Flucht begegnen sie der hübschen Französin Juliette …
Captain Fox
Der pfiffige deutsche Kriegsgefangene Feldwebel Burmann wettet mit dem US-amerikanischen Kommandanten Captain Fox, dass er aus dem von ihm geführten Lager entkommen kann. Mithilfe des deutschen Lagerarztes fällt er in eine Art Totenstarre, woraufhin der Feldwebel in einem Sarg vom Lager aus in ein deutsches Krankenhaus expediert wird. Der Deutsche hat den Amerikaner ausgetrickst, die Wette gewonnen und ist endlich in Freiheit.

## Produktionsnotizen
Die Dreharbeiten fanden im Frühjahr 1955 im Atelier von Hamburg-Wandsbek sowie in Berlin-Grunewaldsee, Fischbachau bei Bayrischzell sowie in Kirrweiler in der Pfalz (Außenaufnahmen) statt. Die Uraufführung war am 18. Mai 1955 in Hannover (Kino Weltspiele), Berliner Premiere am 6. Juni desselben Jahres. Die Fernseherstausstrahlung erfolgte am 27. November 1965 in der ARD.
Produzent Alfred Bittins übernahm mit Helmuth Volmer auch die Produktionsleitung, Alf Teichs war Chefdramaturg. Die Filmbauten zu den ersten beiden Episoden entwarf Wilhelm Vorwerg, die zu der dritten Hans Berthel und die zu der letzten Willi Klaue.
Der Film fand noch im selben Jahr seine Fortsetzung in Parole Heimat, einem weiteren Episodenfilm, dessen Handlung jedoch vor Heldentum nach Ladenschluß stattfindet.

## Kritiken
Der Spiegel urteilte: „Der letzte Akt als Humoreske - Kriegsende, Gefangenschaft und Flucht als "heitere Abenteuer": das riskante, paradoxe Unternehmen, nach einem Roman John Forsters, glückte überraschend. Die vier Regisseure dieses Episodenfilms umgingen, mit einer Ausnahme (Fritz Stapenhorst), die Militärklamotte. Die vielen, ausgezeichneten, nicht-prominenten Schauspieler (besonders Charles Regnier und Harald Juhnke) beweisen, daß man Takt, Scherz und Entsetzen mit den Gaben Eulenspiegels wohl verbinden kann.“
Bei Filmdienst heißt es: „Zum Teil komödiantisch gespielt, sind die Beiträge ausschließlich auf oberflächliche Situationskomik bedacht, so der Film den wirklichen Zeiterfahrungen eher Hohn spricht.“